# Eclose
Eclose foi uma comuna francesa na região administrativa de Auvérnia-Ródano-Alpes, no departamento de Isère. Estendia-se por uma área de 10,29 km². Em 2010 a comuna tinha 1 467 habitantes (densidade: 142,6 hab./km²).
Em 1 de janeiro de 2015, passou a formar parte da nova comuna de Eclose-Badinières.